# Южный театр Войны за независимость США
Южный театр Войны за независимость США − главный район боевых действия во второй фазе американской Войны за независимость, примерно с 1778 до 1781 года. В этой фазе войны боевые действия шли в основном в Вирджинии, Джорджии, Северной Каролина и Южной Каролине.
В первые годы войны (1775−1778) война шла в основном на территории Новой Англии и Средней Атлантике, вокруг Бостона, Нью-Йорка и Филадельфии. Посла провала Саратогской кампании британская армия изменила стратегию, прекратила все операции на севере и сосредоточила внимание на подчинении южных провинций. Британцы начали реализовывать свою «Южную стратегию» в Джорджии в конце 1778 года: они захватили Саванну, а затем вторглись в Южную Каролину, начали наступление на Чарлстон, захватили его после осады в 1780 году и разбили американцев в сражении при Кэмдене. В эти годы войну Англии объявили Франция (1778) и Испания (1779). Испанская армия отбила Западную Флориду к 1781 году. Франция некоторое время действовала только на море, но в 1781 году отправила в Америку большую сухопутную армию. В Южной Каролине генерал Грин изматывал противника многочисленными нападениями. Британцы нанесли Грину несколько поражений, в частности в сражении при Гилфорд-Кортхауз, но Грин сохранил армию, а британская армия слабела. В нескольких сражениях американцам удалось победить, в частности, при Коупенсе и при Кингс-Маунтин.
В 1781 году началась Йорктаунская кампания: объединённая американско-французская армия осадила британскую армию в Йорктауне. Флот не смог прийти на помощь, с 19 сентября 1781 года британская армия в Йорктауне капитулировала. Поражение привело к политическому кризису в Англии и смене правительства. Новое правительство пошло на переговоры, что привело к заключению Парижского мира в 1783 году.

## Начальные операции, 1775—1778

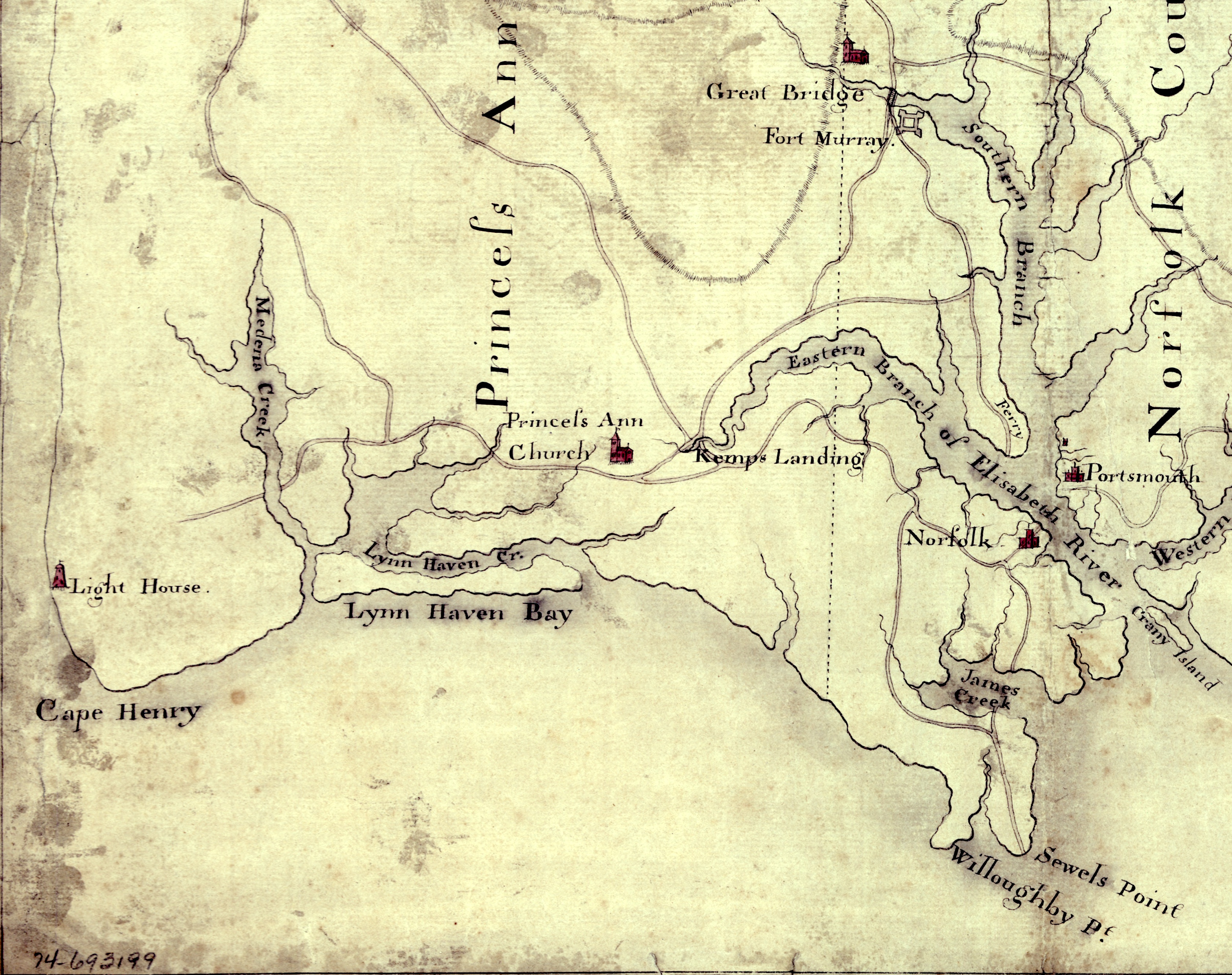
Часть восточной Вирджинии ок. 1770, N внизу; место Порохового инцидента, боя у пристани Кемп и многих событий 1775−1776 годов

Британские чиновники быстро покинули большинство колоний, когда патриоты взяли их под контроль. Но в Вирджинии королевский губернатор оказал сопротивление. В ходе Порохового инцидента 20 апреля 1775 года лорд Данмор, королевский губернатор Вирджинии, вывез порох, хранившийся в Уильямсберге, на британский военный корабль в устье реки Джеймс. Данмор видел рост недовольства в колонии и пытался лишить виргинское ополчение военных припасов, необходимых для восстания. Ополчение патриотов во главе с Патриком Генри вынудило Данмора заплатить за порох. В последующие месяцы Данмор продолжал охотиться на тайники оружия и припасов. В некоторых случаях ополченцы предвидели его действия, и перепрятывали содержимое до его появления.
В ноябре 1775 года Данмор издал прокламацию об освобождении рабов, обещая свободу беглым рабам, которые согласятся воевать за англичан. После ноябрьского инцидента у пристани Кемп, когда войска Данмора перебили и взяли в плен ополченцев-патриотов, 9 декабря силы патриотов победили лоялистов (включая беглых рабов, из которых Данмор сформировал свой «Эфиопский полк») в сражении при Грейт-Бридж. Данмор и его войска отступили на корабли Королевского флота, стоявшие на якоре у Норфолка. Эти корабли обстреляли и сожгли город 1 января 1776 года, хотя патриоты в городе уже завершили уничтожение этого бывшего оплота лоялистов. Тем летом Данмор был изгнан с острова в заливе Чесапик, и уже не вернулся в Вирджинию.
Джеймс Райт, королевский губернатор провинции Джорджия, номинально оставался у власти до января 1776 года, когда неожиданное появление британских кораблей у Саванны побудило местный Комитет безопасности отдать приказ о его аресте. И патриоты, и лоялисты Джорджии считали, что флот прибыл оказать военную поддержку губернатору. На самом деле флот был отправлен из осаждённого Бостона, чтобы приобрести рис и другие продукты для британских войск. Райту удалось избежать ареста и добраться до кораблей. После сражения рисовых лодок в начале марта британцы успешно вывели из Саванны торговые суда с грузом искомых продуктов.

## Южная Каролина

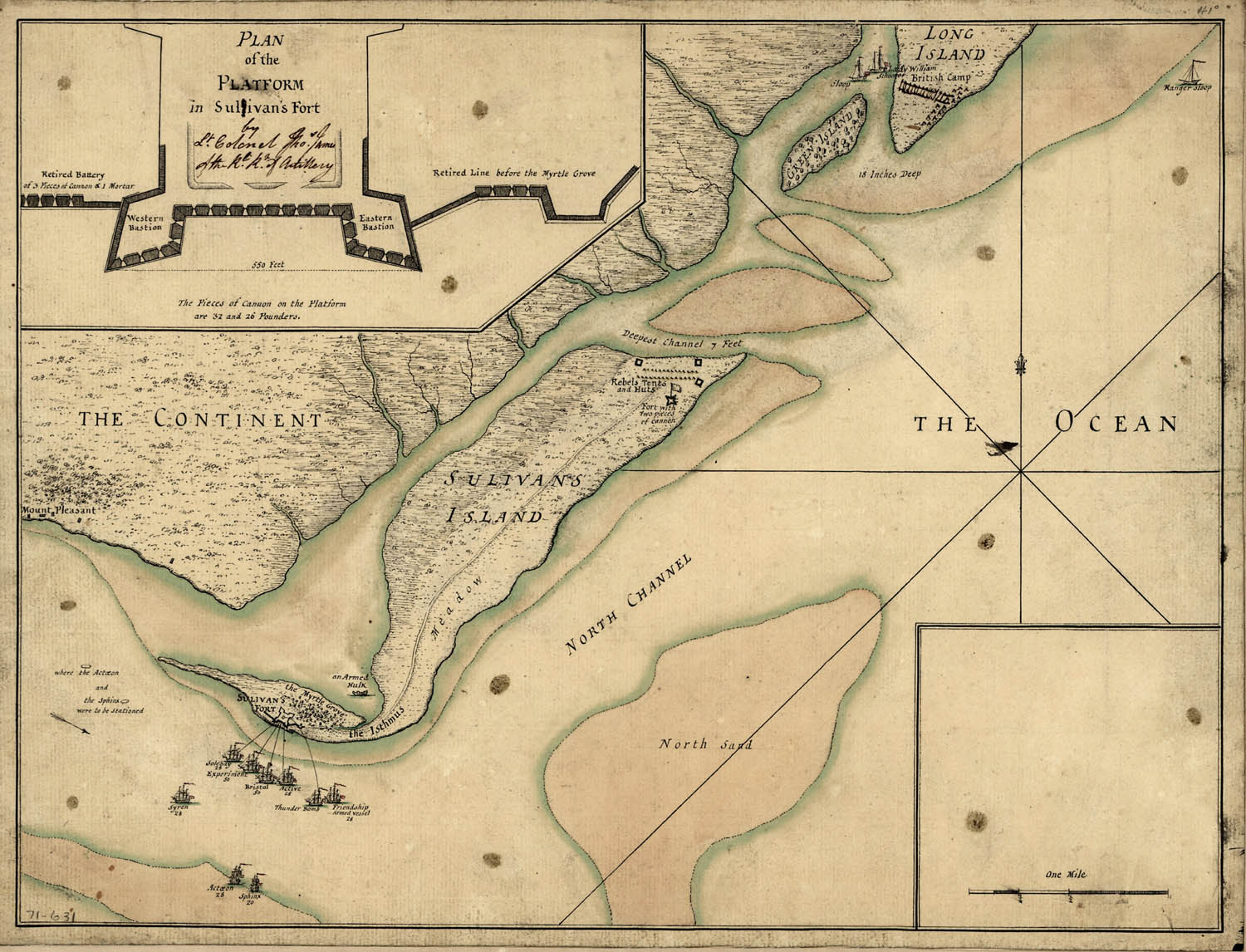
Атака на форт Салливан (она же первый штурм Чарльстона); карта, 1776

Когда началась война, население Южной Каролины было политически расколото. Равнинные поселения, тяготевшие к Чарльстону, придерживались сильных революционных взглядов, в то время как в глубине территории было много людей, сочувствующих лоялистам. К августу 1775 года обе стороны набирали роты ополчения. В сентябре ополчение патриотов захватило основные укрепления форта Джонсон, Чарльстон, и губернатор Уильям Кэмпбелл бежал на корабль Королевского флота, стоявший в гавани. Захват лоялистами груза пороха и боеприпасов, предназначенных для индейцев Чероки, вызвал эскалацию напряжённости, которая в конце ноября привела к первой осаде Девяносто-Шестого. Набор в ополчение патриотов к тому времени опережал набор лоялистов, и в результате крупной кампании (так называемая Снежная кампания, из-за необычно сильного снегопада) с участием до 5000 патриотов во главе с полковником Ричардом Ричардсоном им удалось захватить или изгнать большую часть лидеров лоялистов. Лоялисты бежали, в большинстве в Восточную Флориду или к Чероки. Последние поднялись в поддержку британских войск и лоялистов в 1776 году, но были подавлены в серии жестоких рейдов против их поселений ополченцами Северной и Южной Каролины.
Решающее значение во всех британских попытках восстановить контроль над Югом имело владение портами, для доставки людей и снабжения. Поэтому (а также в расчёте на сильную поддержку лоялистов) британцы задумали экспедицию для создания опорного пункта где-нибудь в южных колониях, и стали посылать офицеров для набора лоялистов в Северную Каролину. Но присылка экспедиции из Европы сильно задержалась, а необходимость послать силы для помощи Канаде в зимнюю кампанию 1775−1776 годов нарушила приготовления. В Северной Каролине завербованные лоялисты были разбиты в сражении при Мурскрик-Бридж 27 февраля 1776 года. Вместо того, чтобы теперь сосредоточить оставшиеся силы на стратегически важном штурме Нью-Йорка, Клинтон воспользовался неясностью в формулировке приказов, полученных с Корнуоллисом из Лондона, и сделал из них повод для экспедиции на юг.

### Первый штурм Чарльстона
Когда генерал Генри Клинтон в мае соединился с Корнуоллисом у Кейп-Фир в Северной Каролине, он нашёл, что условия там непригодны для создания сильного форпоста. Разведкой Королевского флота как более подходящее место был определён Чарльстон, с незавершёнными укреплениями, который казался уязвимым. 28 июня 1776 года Клинтон и коммодор сэр Питер Паркер предприняли нападение на форт Салливан, охранявший Чарльстон со стороны гавани. Клинтон не провёл полной рекогносцировки местности. Его 2200 человек высадились на острове Лонг-Айленд, соседнем с островом Салливан, где находился форт; канал, разделяющей два острова, был слишком глубок для форсирования вброд. Вместо того, чтобы снова посадить людей в шлюпки, он положился на обстрел кораблей, в надежде подавить форт (после войны стал называться форт Мултри). Однако огневая мощь флота оказалась не в состоянии нанести заметный урон пористым пальмовым брёвнам, из которых в основном состояли укрепления форта, и бомбардировка не достигла своей цели. Мало того, фрегат HMS Actaeon сел на мель перед фортом. Снять его не удалось, он был покинут и во избежание плена сожжён.
После этого унизительного провала кампания Клинтона в Каролине была отозвана. Впоследствии Клинтон и Паркер обвиняли в провале штурма друг друга. Некоторые авторы считают, что Юг был потерян для Британии в 1776 году, с неудачей в Чарльстоне, так как лоялисты на три года остались без поддержки, и в результате порт Чарльстона служил американцам до 1780 года.

### Британская Восточная Флорида
Патриоты Джорджии несколько раз пытались разбить британский гарнизон, который обосновался в Сант-Агустин в британской Восточной Флориде. Этот гарнизон активно поддерживал деятельность лоялистов, бежавших туда из Джорджии и других южных штатов, и совершавших набеги на скот и угодья на юге Джорджии. Первую попытку предпринял Чарльз Ли, после того как принял командование Южным контингентом Континентальной армии. Но попытка выдохлась, когда он был отозван в главную армию. Вторую попытку организовал губернатор Джорджии Баттон Гвиннет с минимальной помощью нового командующего войсками Южного контингента, Роберта Хау, в 1777 году. Эта экспедиция также провалилась, потому что Гвиннет и командир ополченцев, Лахлан Макинтош, не могли ни о чём договориться. Некоторые роты ополчения действительно проникли в Восточную Флориду, но в мае были остановлены при Томас-крик. Последняя экспедиция состоялась в начале 1778 года. Для неё были поставлены под ружьё свыше 2000 солдат Континентальной армии и ополчения штата, но и она иссякла из-за разногласий в командовании между Хау и губернатором Джорджии Джоном Хаустоном. После короткой стычки на мосту Аллигатор в конце июня, в сочетании с тропическими болезнями и разногласиями в лагере патриотов, Восточная Флорида осталась прочно в руках британцев.

## Британские кампании в Южных колониях

### Проблема лоялистов
В 1778 году британцы вновь обратили своё внимание на юг, где они надеялись вернуть контроль, привлекая на свою сторону тысячи лоялистов. Эта ожидаемая поддержка основывалась на отчётах лоялистов-эмигрантов в Лондоне, вхожих в приёмную секретаря по американским делам Джорджа Джермейна. В стремлении вернуть свои земли и получить вознаграждение за свою преданность короне, эти люди поняли, что лучший способ убедить британское правительство провести крупную операцию на Юге — это преувеличивать степень поддержки лоялистов. Эта группа оказала большое влияние на министров в Лондоне. Почти до конца войны британцы оставались в надежде, что найдут существенную поддержку своим действиям, если только они освободят нужные районы. Находясь в Южной Каролине, Корнуоллис писал к Клинтону:

Заверения в верности наших бедных, попавших в беду друзей в Северной Каролине сильны, как никогда.
Оригинальный текст (англ.)Our assurances of attachment from our poor distressed friends in North Carolina are as strong as ever.

По большей части, эти надежды были напрасны; это Корнуоллис начал понимать по мере развития кампании.

### Взятие Саванны
26 ноября 1778 года британский экспедиционный корпус в 3500 человек под командованием подполковника Арчибальда Кэмпбелла на 23 кораблях и транспортах вышел из Нью-Йорка и 29 декабря захватил Саванну в Джорджии. В середине января 1779 года к нему присоединился бригадный генерал Августин Прево́ с войсками, которые привёл из Сант-Агустина, взяв по пути ряд форпостов. Прево принял на себя командование силами в Джорджии, и отправил Кэмпбелла с 1000 человек к Огасте с целью овладеть городом и навербовать лоялистов.
Остатки защитников Саванны отступили в Перрисбург, примерно в 12 милях (19 км) вверх по реке, где их встретил генерал-майор Бенджамин Линкольн, командующий силами Континентальной армии на Юге. Он пришёл с большей частью армии из Чарльстона, с намерением следить и противостоять Прево. В начале февраля Прево послал несколько сотен человек занять Бофорт. Манёвр, вероятно, имел целью отвлечь внимание Линкольна от передвижений Кэмпбелла. Линкольн в ответ послал генерала Мултри, и с ним 300 человек, чтобы их выбить. Бой при Бофорт был в целом нерешителен, и оба отряда в итоге вернулись в свои лагеря.
Тем временем Кэмпбелл без особого сопротивления взял под контроль Огасту, и начали появляться лоялисты. Хотя он в течение двух недель набрал более 1000 человек, он был бессилен предотвратить поражение большого лоялистского отряда, ненесенное ополчением патриотов под командой Эндрю Пикенса 14 февраля при Кеттл-Крик, всего в 50 милях (80 км) от Огасты. Оно показало, насколько британская армия неспособна защитить лоялистов. Кэмпбелл затем совершенно неожиданно оставил Огасту, видимо, в ответ на приход Джона Эша с более чем 1000 человек северо-каролинского ополчения, которых Линкольн послал усилить те 1000 ополченцев, что уже стояли через реку от Огасты, в Южной Каролине. На обратном пути в Саванну Кэмпбелл передал командование своими людьми брату Августина Прево Марку. Младший Прево обернул ситуацию против Эша, который преследовал его в южном направлении, 3 марта застав врасплох и почти уничтожив его 1300 человек при Брайер-Крик.
К апрелю Линкольн усилился большим количеством южно-каролинских ополченцев и получил дополнительное снабжение с голландских транспортов в Чарльстоне, и решил двинуться на Огасту. Оставив 1000 человек под командованием генерала Мултри в Перрисбурге следить за Августином Прево, он 23 апреля начал поход на север. В ответ на этот шаг Прево 29 апреля вывел 2500 человек из Саванны к Перрисбургу. Мултри отступил к Чарльстону, не вступая в бои, и к 10 мая Прево подошёл к городу на 10 миль (16 км), прежде чем начал встречать сопротивление. Два дня спустя он перехватил сообщение о том, что Линкольн, предупреждённый о наступлении Прево, поспешил назад из-под Огасты, на помощь Чарльстону. Прево отступил на острова юго-западнее Чарльстона, оставив укреплённое охранение у переправы Стоно-ферри (вблизи современного Рантолс, Южная Каролина), для прикрытия. Когда Линкольн вернулся в Чарльстон, он повёл около 1200 человек, в основном необученных ополченцев, вслед за Прево. Эти силы были отброшены британцами 20 июня в бою при Стоно-ферри. Выполнив свою задачу, британский арьергард несколько дней спустя оставил позицию. Вылазка Прево на Чарльстон была отмечена произволом и грабежами его войск, что вызвало злобу как друзей, так и врагов на равнинах Южной Каролины.

### Оборона Саванны
В октябре 1779 года французская и Континентальная армии сообща попытались вернуть Саванну. Эта попытка, под командованием генерала Линкольна и при помощи французской эскадры графа д’Эстена, с треском провалилась. Объединённые франко-американские войска потеряли свыше 900 человек, британские только 54. Французский флот нашёл, что укрепления Саванны подобны тем, которые в 1776 году остановили коммодора Паркера в Чарльстоне. Артиллерийский обстрел почти не повлиял на оборону, но в отличие от Чарльстона, где Клинтон решил не атаковать форт Салливан с суши, д’Эстен настоял на штурме после того, как бомбардировка с моря не удалась. В этой атаке был смертельно ранен граф Казимир Пуласки, поляк, командующий американской кавалерией. Обеспечив Саванну, Клинтон развязал себе руки для нового наступления на Чарльстон, откуда в прошлый раз он ушёл ни с чем. Линкольн же перевёл уцелевшие войска в Чарльстон, для помощи в строительстве укреплений.

### Второй штурм Чарльстона

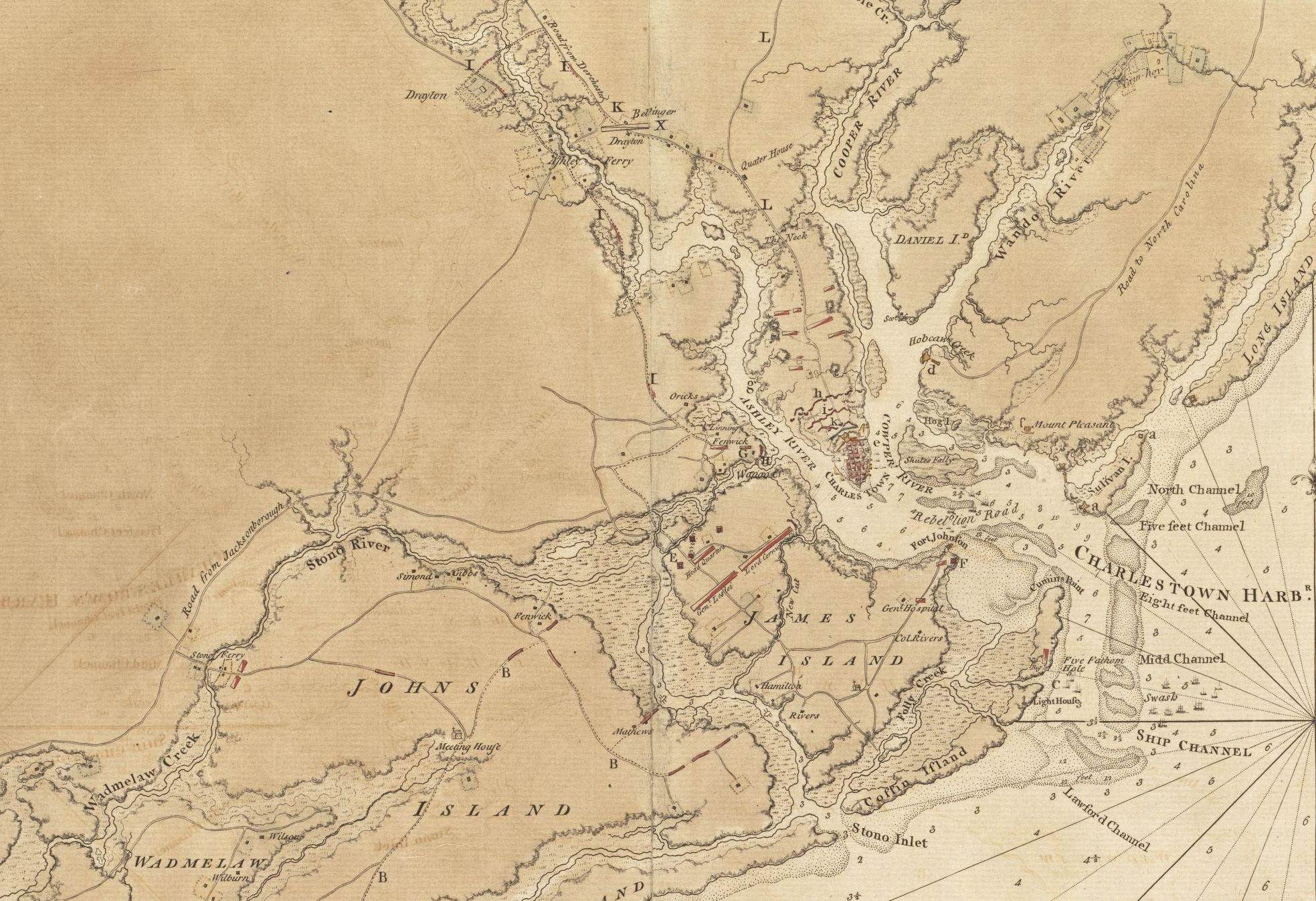
Осада Чарльстона; британская карта, 1780

В 1780 году Клинтон, наконец, выступил против Чарльстона. В марте он установил блокаду гавани и собрал в этом районе около 10 000 войск. Его наступление на город проходило без помех. Американский морской начальник, коммодор Абрахам Уипл, затопил в гавани пять из восьми фрегатов, создав оборонительную преграду. В самом городе, у генерала Линкольна имелось 2650 континентальных солдат и 2500 ополченцев. Когда британский полковник Банастр Тарлетон отрезал пути снабжения города в победах на Монк-корнер в апреле и Ферри Ленод в начале мая, Чарльстон был окружён. 11 марта Клинтон приступил к сооружению осадных линий и начал бомбардировку города.
12 мая 1780 года генерал Линкольн сдался с армией в 5000 человек — крупнейшая капитуляция войск США до Гражданской войны. Ценой относительно небольших потерь, Клинтон захватил крупный город Юга и морской порт одержав, возможно, самую большую за войну британскую победу, и уничтожил американскую военную структуру на юге страны. И только в 1781 году, когда Натаниэль Грин просочился мимо Корнуоллиса после боя при Гилфорд Корт Хауз, британцы наконец потеряли своё преимущество на юге.
Остатки южной Континентальной армии начали отходить в Северную Каролину, преследуемые полковником Тарлетоном, который 29 мая разбил их в сражении при Уаксхавсе. После боя распространились слухи, что Тарлетон вырезал многих патриотов, когда они сдались. Достоверность (но не последствия) этих слухов все ещё оспариваются историками. Имя «Кровавый Тарлетон» или «Кровавый Бан» стало ненавистным, а слова «Тарлетонова пощада» — намёк на якобы его поведение — скоро превратились в боевой клич. Так или иначе, была резня как утверждали мятежники, или нет, последствия сказывались в течение всей кампании. Когда ополченцы-лоялисты сдались в конце сражения при Кингс-Маунтин, многие были перебиты, так как патриоты продолжали стрелять, выкрикивая при этом «Тарлетонова пощада!» Тарлетон позже опубликовал отчёт о войне, в котором залакированы обвинения в неправомерном обращении с военнопленными, и где он изобразил себя исключительно в хорошем свете.

### Корнуоллис принимает командование
После Чарльстона организованные военные усилия американцев на Юге развалились. Их правительство, однако, продолжало действовать, и войну вели партизаны, такие как Фрэнсис Марион. Генерал Клинтон передал британские операции на Юге лорду Корнуоллису. Континентальный конгресс направил Генерала Горацио Гейтса, победителя при Саратоге, на юг с новой армией, но Гейтс скоро потерпел одно из тяжелейших поражений в американской военной истории — в сражении при Кэмдене 16 августа 1780 года, что подготовило почву для вторжения Корнуоллиса в Северную Каролину. Для американцев на юге настал труднейший момент.

### Сражение при Кингс-Маунтин
Однако дело быстро обернулось против Корнуоллиса. Попытки поднять лоялистов в больших количествах в Северной Каролине были фактически подавлены, когда ополчение патриотов 7 октября 1780 года разгромило в сражении при Кингс-Маунтин крупные силы лоялистов, многие из которых перешли Аппалачи, чтобы воевать за англичан, и потому получили прозвище «загорных» (англ. Overmountain). Британские планы по набору большой лоялистской армии не осуществились; лоялистов не хватало, а те что имелись, оказались под угрозой, как только британская армия двинулась дальше. Поражение при Кингз Маунтин и непрерывные нападения на его коммуникации вынудили Корнуоллиса зимовать в Южной Каролине.

### Сражение при Коупенсе
Гейтса сменил самый надёжный из подчинённых Вашингтона, генерал Натаниэль Грин. Грин подчинил около 1000 человек генералу Даниелю Моргана, превосходному тактику, который разбил войска Тарлетона 17 января 1781 года, в сражении при Коупенсе. За этот бой, как и за Кингз-Маунтин, Корнуоллис позже подвергся критике, так как отделил часть армии без адекватной поддержки. 

### Гонка к реке Дан
Грин приступил к изматыванию противника в ряде стычек и манёвров, известных как «Гонки к реке Дэн» (вероятно потому, что река протекает вблизи границы между Северной Каролиной и Вирджинией), где каждое столкновение приводило к тактической победе британцев, но не дало им стратегического преимущества. Корнуоллис, зная, что Грин разделил свои силы и стремясь разбить либо отряд Моргана, либо Грина, прежде чем они успеют соединиться, приказал армии избавиться от всего лишнего багажа, в попытке поспеть за быстро движущимися американцами. Когда Грин узнал об этом решении, то радостно заявил: «Тогда он наш!» Впоследствии, отсутствие у Корнуоллиса обозов создало ему новые трудности.
Сначала генерал Грин связал Корнуоллиса боем при Кованс-Форд, куда он послал 900 человек Уильяма Дэвидсона. Под конец боя Дэвидсон был убит в реке, после чего американцы отступили. Грин был ослаблен, но продолжал свою тактику уклонения, и провёл ещё с дюжину перестрелок с отрядами Корнуоллиса в Северной и Южной Каролине. В этих боях погибло около 2000 британских солдат. Грин подвёл итоги подхода фразой, которая позже стала крылатой:

Мы деремся, нас бьют, мы встаем, чтобы снова драться.
Оригинальный текст (англ.)We fight, get beat, rise, and fight again.

### Сражение при Гилфорд-Кортхауз
В конце концов Грин почувствовал себя достаточно сильным, чтобы встретить Корнуоллиса лицом к лицу возле Гилфорда (Северная Каролина). Хотя при Гилфорд-Кортхауз Корнуоллис тактически вышел победителем, понесённые потери заставили его отступить к Уилмингтону для пополнения и снабжения.

### Сражения в Южной Каролине
При том, что Корнуоллис был не в состоянии полностью уничтожить Грина, он сознавал, что большая часть снабжения, на которое полагались американские войска, шла через Вирджинию, до этого времени относительно нетронутую войной. Вопреки воле Генри Клинтона, Корнуоллис решил вторгнуться в Вирджинию в надежде, что перерезав пути снабжения в Каролины, он лишит американцев возможности к сопротивлению. Эту теорию поддержал лорд Джермейн в ряде писем, которые по сути исключили Клинтона из принятия решений по южной армии, хотя номинально он являлся главнокомандующим. Не сообщая Клинтону, Корнуоллис двинулся от Уилмингтона на север в Вирджинию, с намерением заняться набеговыми операциями. Там он впоследствии соединился с армией под командованием Уильяма Филлипса и Бенедикта Арнольда, которая также занималась рейдами.
Когда Корнуоллис оставил Гринсборо и пошёл на Уилмингтон, он открыл дорогу Грину для завоевания провинции Южная Каролина. Чего тот и достиг к концу июня, несмотря на поражение в Хилл Хобкирк (в 2 км к северу от Кэмдена), понесённое 25 апреля от руки лорда Роудона. С 22 мая по 19 июня 1781 года Грин вел осаду Девяносто-Шестого, которую он вынужден был снять, когда прибыли известия, что Роудон ведёт войска на помощь осаждённым. Тем не менее, действия ополчения Грина и командиров, таких как Френсис Марион, заставилили Роудона в конце концов отказаться от защиты Девяносто шести и Кэмдена, фактически сведя британское присутствие в Южной Каролине к порту Чарльстон. Огаста в Джорджии была также осаждена 22 мая, и 6 июня пала перед патриотами Эндрю Пикенса и Генри «легкой кавалерии» Ли, сократив британское присутствие в этой колонии до одной Саванны.
Грин затем дал своим силам шесть недель отдыха на холмах вдоль реки Санти. 8 сентября он с 2600 человек атаковал британские войска под командованием полковника Александра Стюарта. Сражение при Этау-Спрингс, хотя тактически закончилось вничью, настолько ослабило британцев, что они отошли в Чарльстон, где Грин запер их до конца войны.

## Йорктаунская кампания

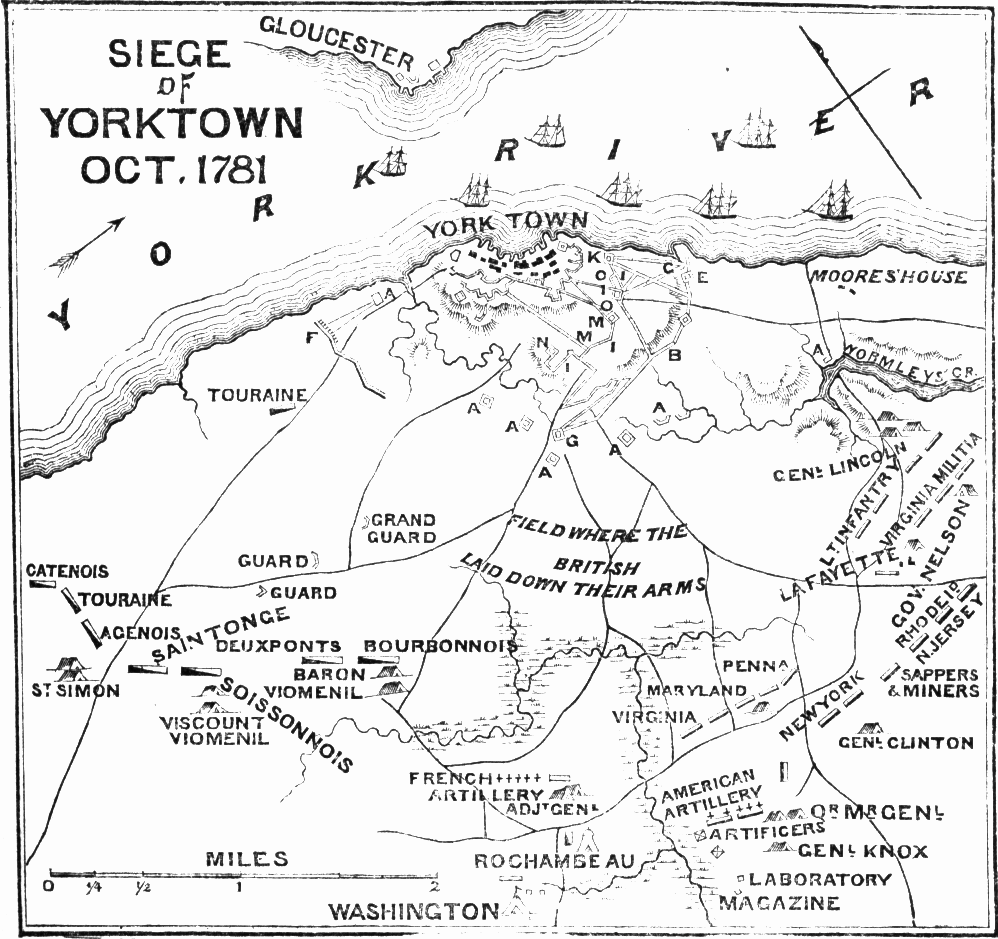
Осада Йорктауна; план, 1875

По прибытии в Вирджинию Корнуоллис принял командование всеми британскими силами в регионе, которыми сначала командовал перебежчик Бенедикт Арнольд, а затем генерал-майор Уильям Филлипс. Филлипс, личный друг Корнуоллиса, умер за два дня до того, как Корнуоллис достиг его позиций в Питерсберге. Выступив без сообщения Клинтону о своих передвижениях (связь между британскими командующими шла морем и очень медленно, иногда до трёх недель), Корнуоллис теперь послал депешу о своём марше на север и занялся уничтожением американских припасов в районе Чесапика.
В марте 1781 года, в ответ на угрозу от Арнольда и Филлипса, генерал Вашингтон направил для защиты Вирджинии маркиза де Лафайета. Молодой француз имел под своим командованием 3200 человек, но британские войска насчитывали 7200. Лафайет вёл стычки с Корнуоллисом, избегая решительного сражения, в то же время собирая подкрепления. Именно в этот период Корнуоллис получил приказ Клинтона выбрать позицию на виргинском полуострове (в тех письмах упоминается как Уильямсберг-Нек) и создать укреплённый морской порт, пригодный для линейных кораблей. Выполняя этот приказ, Корнуоллис выбрал Йорктаун, чем поставил себя в положение, которое превратилось в ловушку. С приходом французского флота контр-адмирала графа де Грасса и объединённой франко-американской армии генералов Вашингтона и Рошамбо, Корнуоллис оказался отрезан.
После того, как британский флот под командованием контр-адмирала Грейвза не смог снять блокаду французов в Чесапикском сражении и таким образом потерпел стратегическое поражение, а французский осадный обоз прибыл с эскадрой де Барраса из Ньюпорта (Род-Айленд), удерживать позицию стало невозможно. 19 октября 1781 года Корнуоллис сдался генералу Вашингтону и графу де Рошамбо. Об этом бедствии он донёс Клинтону в письме, которое начиналось словами:

Имею прискорбие сообщить Вашему превосходительству, что я был вынужден оставить Йорк и Глостер и сдать войска под моим командованием на капитуляцию, 19-го сего месяца, соединённым силам Америки, в качестве военнопленных.
Оригинальный текст (англ.)I have the mortification to inform Your Excellency that I have been forced to give up the posts of York and Gloucester and to surrender the troops under my command by capitulation, on the 19th instant, as prisoners of war to the combined forces of America.

## Последствия
Со сдачей Йорктауна, при полном активном участии французских войск в этой кампании, и с потерей армии Корнуоллиса, военные действия британцев на суше прекратились. Единственной британской армией сколько-нибудь серьёзного размера, из оставшихся в Америке, была армия сэра Генри Клинтона в Нью-Йорке. Клинтон, парализованный поражением, не предпринял никаких дальнейших действий, до его замены Гаем Карлтоном в 1782 году. Столь шокирующий поворот в течение войны, произошедший, к тому же, на фоне редкого поражения море, послужил к сдвигу британского общественного мнения против войны. Министерство Норта рухнуло, и в оставшиеся месяцы никаких крупных операций на американском континенте не происходило. Многие историки утверждают, что если с Саратоги начался закат британской фортуны в Американской революционной войне, то Йорктаун подписал ей смертный приговор.
Вообще же южный театр, несмотря на то что обе стороны долго придавали ему малое значение, оказался характерен для всего ведения войны. Ошибки, допущенные в ней британцами, включают неясное и противоречивое стратегическое руководство из Лондона; неудачный выбор и расстановку командующих; подчинение морской мощи сухопутным соображениям и как следствие, некомпетентное использование возможностей флота; плохое взаимодействие флота и армии. На уровне отдельных кампаний наблюдаются недооценка противника, распыление сил, упорное стремление вести сухопутную войну методами европейской тактики, интриги и разногласия между командирами и недостатки их личного руководства.
В свою очередь американцы, хотя и не имели сил организовать серьёзное сопротивление, отказывались воевать на условиях противника, удачно использовали партизанскую тактику и большие размеры театра, прибегали к пропаганде при каждой возможности, не прекращали борьбы после поражений и главное, создали условия для интервенции Франции которая, особенно её морская мощь, в конце концов решили дело. По стечению обстоятельств именно на Юге, при Йорктауне, войне в колониях фактически пришёл конец.

### Статьи
- Donald R. Lennon. "The Graveyard of American Commanders": The Continental Army's Southern Department, 1776-1778 (англ.) // The North Carolina Historical Review. — North Carolina Office of Archives and History, 1990. — Vol. 67, iss. 2. — P. 133-158.